# Jewel Staite
Jewel Belair Staite (White Rock (Brits-Columbia), 2 juni 1982) is een Canadees actrice.

## Biografie
Staite werd geboren en groeide op als jongste kind uit een gezin met zeven kinderen in Brits-Colombia. Ze studeerde af aan de Film School van Vancouver. Op 25 april 2003 huwde ze met Matt Anderson. Ze speelde een gastrol in onder meer The X-Files en Seven Days.
Ze speelde een hoofdrol in de sciencefictionserie Firefly en hernam deze rol in de film Serenity die op de televisieserie volgde. In de sciencefictionserie Stargate Atlantis speelde ze de rol van Dr. Jennifer Keller, eerst als gastrol en in het vijfde en laatste seizoen werd het een hoofdrol wanneer Paul McGillion (Dr. Carson Beckett) alleen nog maar sporadisch in de show te zien is. In het tweede seizoen in 2005 had ze een gastrol als de Wraith Ellia in de episode Instinct.